# داني كودلينج
داني كودلينج (بالإنجليزية: Danny Codling) مواليد 19 يوليو 1979 في أوكلاند، هو ملاكم محترف نيوزلندي يصنف ضمن فئة وزن خفيف المتوسط. حقق الميدالية البرونزية في دورة ألعاب الكومنولث 2002.

## إحصائيات
خاض خلال مسيرته 4 نزالا، فاز في 4 ولم يتعادل ولم يخسر. فاز بالضربة القاضية في 3 نزالا.

## الميداليات
| الميدالية | المسابقة                  |
| --------- | ------------------------- |
| برونزية   | دورة ألعاب الكومنولث 2002 |